# Dolichopeza parjanya
Dolichopeza parjanya är en tvåvingeart som beskrevs av Alexander 1968. Dolichopeza parjanya ingår i släktet Dolichopeza och familjen storharkrankar. Inga underarter finns listade i Catalogue of Life.